# Pancheswor
Pancheswor (nepalski: पञ्चेश्वर) – gaun wikas samiti w zachodniej części Nepalu w strefie Mahakali w dystrykcie Baitadi. Według nepalskiego spisu powszechnego z 2011 roku liczył on 634 gospodarstwa domowe i 3972 mieszkańców (2119 kobiet i 1853 mężczyzn).